# Klassiska latinska liturgin
Klassiska latinska liturgin är en av flera termer varmed betecknas, inom den latinska riten, de olika hävdvunna liturgiska riterna - i motsats till Paulus VI:s 1969/70 införda, nya romerska liturgi och övriga fr.o.m. 1960-talets slut reformerade latinska riter. Hit hör framför allt den klassiska romerska riten (se tridentinsk rit) och den dominikanska riten.
Flertalet av de klassiska latinska riter som i romersk-katolska kyrkan ännu var levande före Andra Vatikankonciliet finns än idag i bruk. Genom motu propriet Summorum pontificum blev den tridentinska mässan åter en integrerad del av den latinska riten som extraordinarie form. I och med påve Franciskus motu proprio Traditionis custodes anses dock fortsättningsvis de av Paulus VI promulgerade liturgiska böckerna utgöra det enda uttrycket för den romerska ritens lex orandi.

### Fotnoter
1. ↑  ”Traditionis custodes”. Heliga stolen. https://www.vatican.va/content/francesco/la/motu_proprio/documents/20210716-motu-proprio-traditionis-custodes.html. Läst 11 december 2023.